# Na Hong-jin
Dans ce nom coréen, le nom de famille, Na, précède le nom personnel.
Na Hong-jin (coréen : 나홍진) est un réalisateur et scénariste sud-coréen, né le 1er janvier 1974 à Séoul.

## Biographie
Na Hong-jin a étudié les Arts industriels à l'université d'Hanyang, il possède aussi un diplôme d'art de l'université nationale de Corée.
Il est le réalisateur de deux courts métrages : A Perfect Red Snapper Dish et Sweat.
Son premier long-métrage, un thriller sanglant intitulé The Chaser (추격자), sorti en février 2008 en Corée du Sud, est projeté au festival de Cannes en sélection officielle hors compétition. Le film a remporté le grand prix action Asia du festival du film asiatique de Deauville en mars 2009. Son second film The Murderer (황해, 2010) est également présenté sur la Croisette en 2011, mais cette fois de façon officielle puisqu'il fait partie de la section Un certain regard.
Il produit le film The Medium du réalisateur Thaïlandais Banjong Pisanthanakun, sortie en 2021.
The Strangers, son troisième film, est sélectionné hors compétition au Festival de Cannes 2016.

## Filmographie

### Réalisateur et scénariste
- 2008 : The Chaser (추격자)
- 2010 : The Murderer (황해)
- 2016 : The Strangers (곡성)
- prévu en 2026 : Hope (호프)

#### Courts métrages
- 2006 : A Perfect Red Snapper Dish
- 2007 : Sweat
- 2023 : Faith

### Scénariste
- 2021 : The Medium (랑종 / ร่างทรง), également producteur
- prévu en 2026 : Hope (호프), également producteur

## Distinctions

### Récompenses
- Festival du film asiatique de Deauville 2009 : Lotus Action Asia (The Chaser)
- Festival international du film de Catalogne 2011 : meilleur réalisateur (The Murderer)
- Asian Film Awards 2017 : meilleur réalisateur pour The Strangers[2]